# Vadafalva

Vadafalva (Odești), település Romániában, a Partiumban, Máramaros megyében.

## Fekvése
Szilágycsehtől északnyugatra fekvő település.

## Története
Vadafalva nevét 1424-ben említette először oklevél Odafalwa néven. 
1475-ben Vadazfalwa, 1543-ban Wodafalwa, 1549-ben Vadafalwa, 1569-ben Wadaffalwa, 1629-ben Vadaffalva, 1733-ban Odesti, 1808-ban Vádafalva, Vogyestye, 1888-ban Vadafalva (Odesci), 1913-ban Vadafalva néven írták. 
1910-ben 736 lakosából 8 magyar, 16 német, 689 román volt. Ebből 712 görögkatolikus, 21 izraelita volt.
A trianoni békeszerződés előtt Szilágy vármegye Szilágycsehi járásához tartozott.

## Hivatkozások

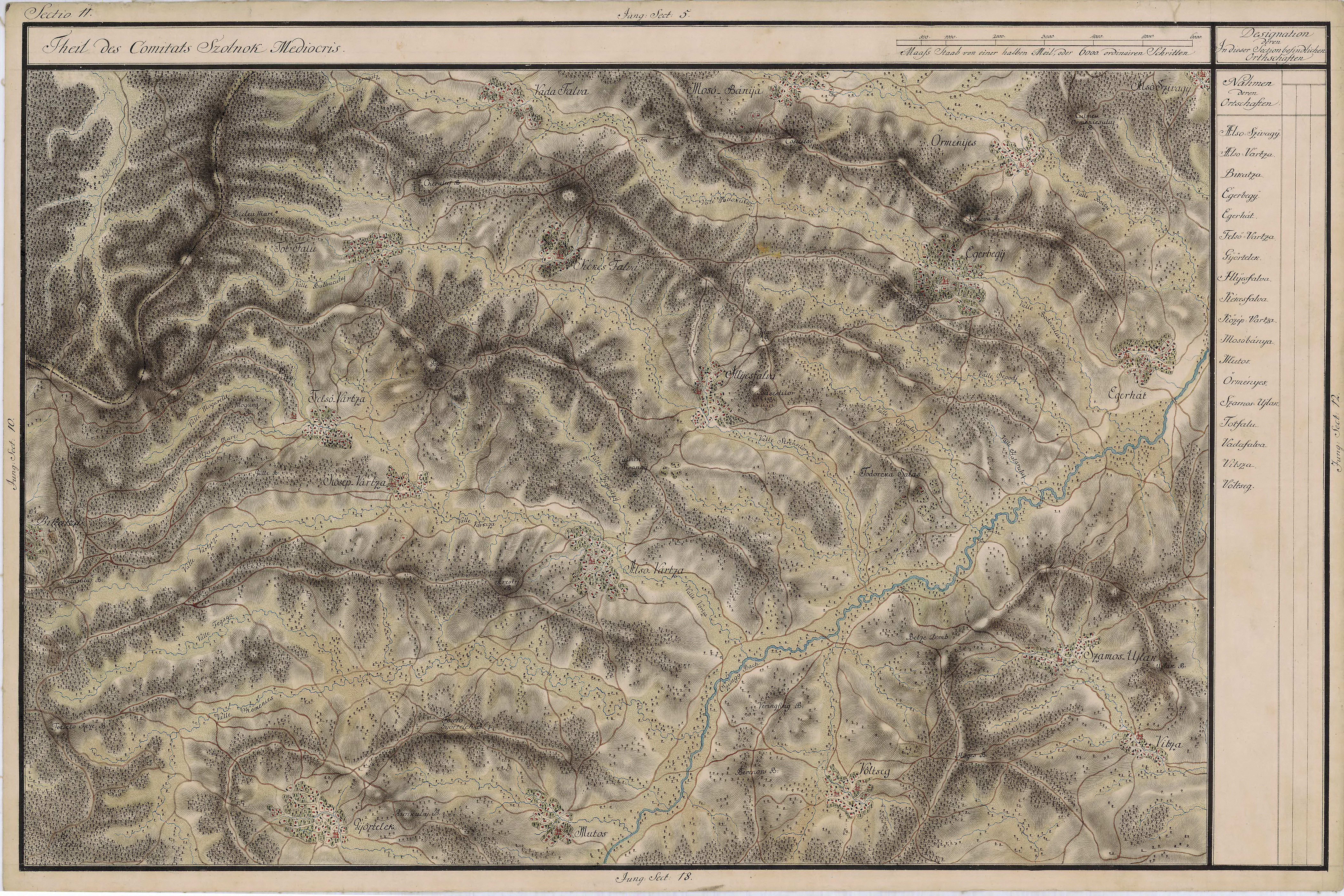
Vadafalva egy régi térképen